# Quai Marcellis
Le quai Marcellis, est une artère de Liège (Belgique) située entre le quai Churchill et le pont Albert Ier sur la rive droite de la Meuse

## Odonymie
Cette artère rend hommage à Charles-Henri Marcellis, industriel né à Anvers le 16 janvier 1798 et mort à Liège le 12 septembre 1864. Les ateliers Marcellis se trouvaient sur ce quai.

## Histoire
Ce quai a été aménagé lors des travaux de rectification du cours de la Meuse entre 1853 et 1863. Auparavant, le cours principal du fleuve empruntait les actuels avenue Blonden, boulevards d'Avroy et Piercot.

## Description
Le quai Marcellis est un quai de la rive droite de la Meuse. Il se situe entre Boverie et Outremeuse. Il suit le cours d'eau sur environ 390 mètres. Depuis la rue des Fories jusqu'au quai Churchill, le quai applique un sens unique de circulation automobile. Au bout du quai (côté sud), le pont Albert Ier n'est accessible que pour les piétons. C'est une voie sans issue pour les automobilistes.

## Architecture
S'il est bordé de nombreux immeubles d'une dizaine d'étages construits pendant le dernier tiers du XXe siècle, celui situé au coin avec le quai Churchill (Résidence Élysée) est haut de 19 étages.  
Le quai conserve néanmoins quelques bâtisses plus anciennes comme celle située au numéro 12 qui possède des éléments de style Art Déco.
Situé au no 22  un peu en retrait derrière trois arcades, un bâtiment en brique contraste avec les autres immeubles du quai. Il s'agit du temple protestant de Liège-Marcellis, inauguré en 1932. 

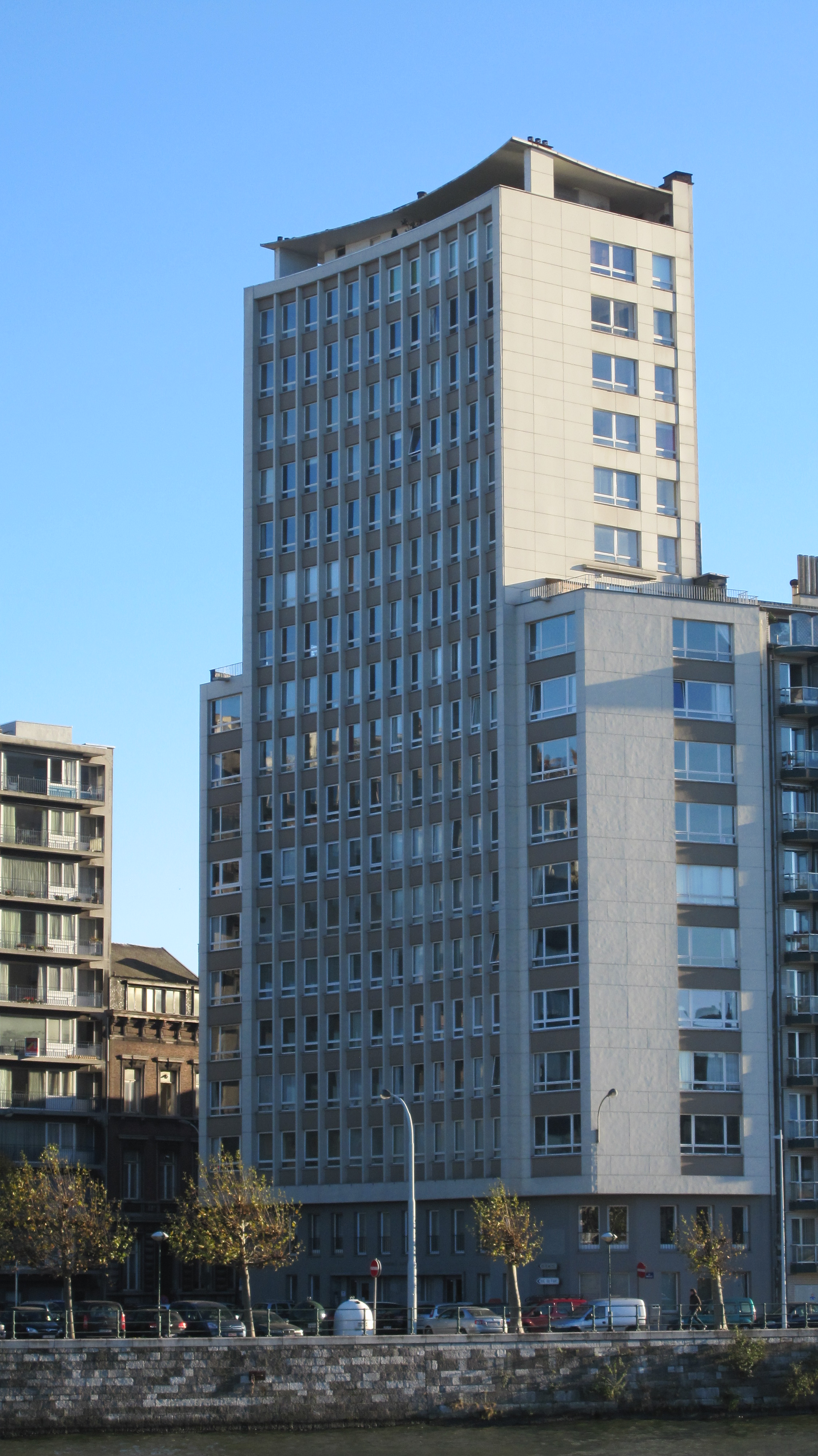
La résidence Élysée
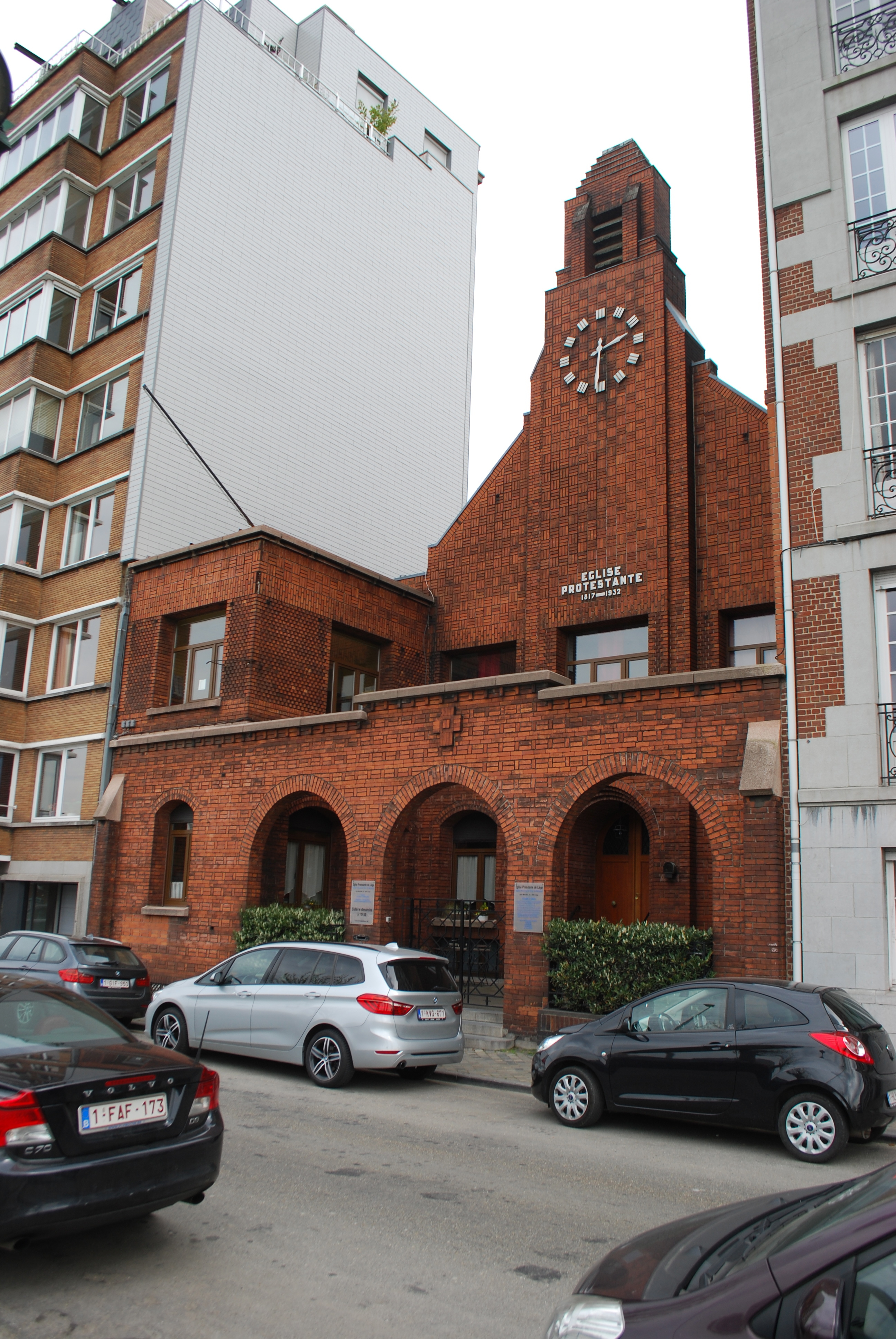
Le temple protestant de Liège-Marcellis

## Sculpture
La sculpture en bronze La Terre réalisée par George Grard entre 1962 et 1964 se trouve au bout du quai, près du pont Albert Ier

## Voiries adjacentes
- Quai Churchill
- Rue des Fories
- Place d'Italie
- Tunnel sous la Dérivation
- Pont Albert Ier